# Reddy Amisi
Pour les articles homonymes, voir Amisi.
 (décembre 2020).
Si vous disposez d'ouvrages ou d'articles de référence ou si vous connaissez des sites web de qualité traitant du thème abordé ici, merci de compléter l'article en donnant les références utiles à sa vérifiabilité et en les liant à la section « Notes et références ».
Reddy Amisi est un chanteur compositeur congolais né le 5 mai 1960 à Kinshasa (République démocratique du Congo). Il est membre du groupe Viva La Musica de 1982 à 2001,.

## Biographie
Reddy Amisi de son vrai nom Rémy Namwisi Ngoy, alias « Bailo canto », est le fils de Benjamin Luyangusu et de Albertine Nkesa. Il est  marié et père de quatre enfants.
Pendant son adolescence, il apprécie des artistes comme Bob Marley et Jimmy Cliff.
Il débute en 1975 en tant que chanteur dans le groupe Chem Chem Yetu. En 1976, il devient choriste dans le groupe Sambole Master Ngombe. Il change plusieurs fois de groupes : Juvenil (1977), Likamuisi (1978) et No Lingwala (1980). Dans ce dernier groupe, Koffi Olomide, le présente à Papa Wemba qui l'invite à rejoindre son groupe Viva La Musica.
Tout en continuant sa carrière au sein du groupe Viva la Musica, en 1988, il signe l’album Zakina qui lance sa carrière solo. Puis il connaît un succès fulgurant dans les années 1990 avec les albums Queen Lina , Injustice, Prudence, Ziggy, Étoile. 
En 2001, il quitte Papa Wemba et Viva La Musica : il monte son propre groupe La Casa Do Canto,. Dans ses chansons, il continue à inciter la jeunesse africaine à se responsabiliser et à travailler assidument. Lors de concerts au Canada en 2008, sa musique est décrite comme basée sur les rythmes africains, oscillant entre rumba et soukouss, et dont les paroles traitent de sujet d'actualité comme la pauvreté et l'injustice en Afrique.
Il donne régulièrement des concerts en Afrique, et s’est engagé dans plusieurs associations de lutte contre les violences humaines dans son pays.
En 2018, il s'adresse au Président de l’Assemblée nationale en demandant la mise en place d'un système de redevances pour que les artistes congolais perçoivent une petite commission lorsque leurs musiques sont utilisées dans les boîtes de nuit, bars, restaurants, etc. Par ailleurs, il plaide pour que les artistes soient protégés, proposant que, lorsque leurs musiques sont piratées par des étrangers, la Justice congolaise intervienne.
Le 30 septembre 2022, après 12 ans d’absence, il sort son dixième album solo qui a pour titre « Bailo Canto » pour rendre hommage à son mentor Papa Wemba qui lui avait donné ce surnom en 1984. Sur l’album on peut retrouver plusieurs feats comme avec Sam Mangwana une des légendes de la musique congolaise ou encore avec la star du moment Héritier Watanabe.

## Discographie

### Albums studio
- 1987 : Viva La Musica en vedette Reddy Amisi
- 1990 : Queen Lina
- 1993 : Injustice
- 1994 : Prudence
- 1996 : Ziggy
- 1998 : Étoile
- 2000 : Fin d'Exil en featuring avec Stino Mubi
- 2002 : Compteur à Zéro
- 2005 : Ligne Droite
- 2010 : Likelemba
- 2022 : Bailo Canto

### Album live
- 2010 : Live au Studio Maman Angebi